# Pinoxaden
Pinoxaden (ISO-naam) is een organische verbinding uit de groep van fenylpyrazolen, die gebruikt wordt als herbicide. 

## Ontwikkeling
Pinoxaden werd ontwikkeld door het Zwitserse Novartis (later Syngenta), dat in 1998 een octrooiaanvraag indiende. Pinoxaden is de werkzame stof in de herbiciden Axial en Axeo van Syngenta, die ingezet worden in de teelt van tarwe, gerst, triticale en spelt.

## Werking
Pinoxaden is werkzaam tegen eenjarige grassen. De stof verstoort de werking van het enzym acetyl-coenzyme A-carboxylase (ACCase), dat essentieel is voor de synthese van lipiden. Om de granen te beschermen tegen de stof wordt een safener toegevoegd (cloquintocet-mexyl in de producten van Syngenta).

## Regelgeving
Syngenta Crop Protection heeft in maart 2004 een aanvraag ingediend om de werkzame stof pinoxaden op te nemen in de lijst van toegestane gewasbeschermingsmiddelen van de Europese Unie. 
Het dossier werd volledig bevonden en de lidstaten konden producten met deze werkzame stof voorlopig toelaten. Tijdens het beoordelingsproces bleek dat er bijkomende gegevens nodig waren; daarom is de termijn voor de voorlopige toelatingen herhaaldelijk verlengd, het laatst tot 31 mei 2016. De ontbrekende gegevens zijn nodig om de mogelijkheid van grondwaterverontreiniging door relevante metabolieten te kunnen evalueren. Op het vlak van de toxicologie voor zoogdieren zijn geen knelpunten geïdentificeerd.